# Joseph Bessero
Joseph Bessero, né le 28 mai 1912 à Beausoleil et mort le 30 octobre 2003 à Monaco, est un footballeur français (né italien puis naturalisé). 
Il jouait au poste de gardien de but. Il est le frère de Pierre Bessero, également footballeur.

## Biographie
Arrivé à l'OGC Nice en 1932, Joseph Bessero devient titulaire à partir du mois d'octobre et dispute quatorze matchs en première division, puis vingt-quatre la saison suivante, à l'issue de laquelle les Niçois sont relégués. Il est sélectionné en équipe de France en décembre 1933 pour un déplacement en Angleterre mais n'entre pas en jeu.
Le statut professionnel étant retiré provisoirement au Gym, Bessero quitte le club et signe au FC Antibes, où il dispute vingt matchs de D1 lors de la saison 1934-1935. Il rejoint la saison suivante le FC Rouen, dont il accompagne la promotion en première division et dont il reste le gardien de but titulaire jusqu'à la Seconde Guerre mondiale. 
Il est de nouveau sélectionné chez les Bleus, notamment en mars 1937 pour un match Allemagne-France puis face au Pays de Galles en mai 1939, mais reste de nouveau sur le banc.